# Hylaeochampsa vectiana
L'ileocampsa (Hylaeochampsa vectiana) è un coccodrillo estinto, vissuto nel Cretaceo inferiore (circa 120 milioni di anni fa). I suoi resti sono stati ritrovati nell'isola di Wight (Inghilterra).

## Descrizione
L'aspetto di questo animale doveva essere piuttosto simile a quello dei coccodrilli attuali, ma alcune caratteristiche del cranio indicano che questo animale possedeva specializzazioni uniche per quanto riguarda la dieta. Nonostante la volta cranica allungata, il muso era notevolmente accorciato e la bocca possedeva una serie di denti posteriori molto larghi e di forma tondeggiante. Altre caratteristiche craniche, insolite per i crocodiliformi del periodo, lo avvicinano molto ai coccodrilli e agli alligatori attuali.

## Classificazione
Descritto per la prima volta da Richard Owen nel 1874, questo coccodrillo è considerato uno dei primi rappresentanti del gruppo più evoluto di coccodrilli (Eusuchia); alcune caratteristiche, infatti, lo avvicinano agli alligatoridi primitivi (come una protuberanza sulla superficie ventrale dell'osso quadrato) e alla famiglia dei crocodilidi (la forma del palato). È possibile, quindi, che l'ileocampsa fosse una forma ancestrale a entrambe queste famiglie. Un altro possibile antenato degli odierni coccodrilli è Isisfordia duncani, rinvenuto in Australia, mentre un possibile stretto parente di Hylaeochampsa è Iharkutosuchus makadii dell'Ungheria.

## Stile di vita
Questo coccodrillo era dotato di una particolare dentatura, adatta presumibilmente a una dieta durofaga: è probabile, infatti, che l'ileocampsa si cibasse di molluschi di acqua dolce come Unio (rinvenuto nello stesso giacimento), e che frantumasse il duro guscio grazie ai larghi denti simili a bottoni.